# Гаса-дзонг

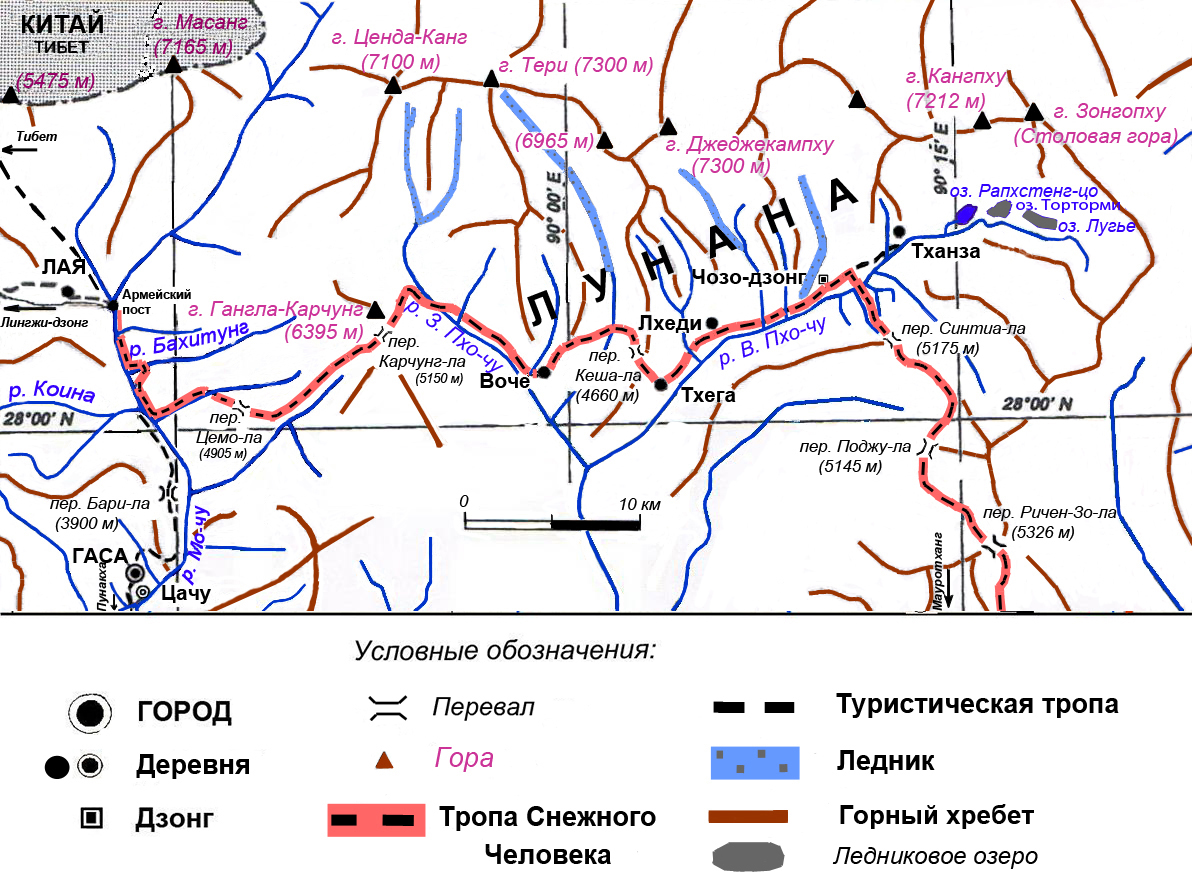
Горная часть дзонгхага Гаса, гевоги Лая и Лунана

Гаса-дзонг  — крепость (дзонг), расположенная рядом с населённым пунктом Гаса, административный центр дзонгхага Гаса на северо-западе Бутана.
Собственно крепость называется Гаса-Таши-Тонгмон-Дзонг, в крепости располагаются администрация дзонгхага Гаса, монашеское руководство дзонгхага, суд дзонгхага, крепость находится на возвышенности на небольшом удалении от поселения Гаса.
Дзонг имеет необычную круглую форму, над стеной возвышаются три башни. С задней стороны дзонга — крутой склон горы.
Гаса-дзонг послужил прототипом места действия романа Еремея Парнова 1983 года «Проснись в Фамагусте».

## История

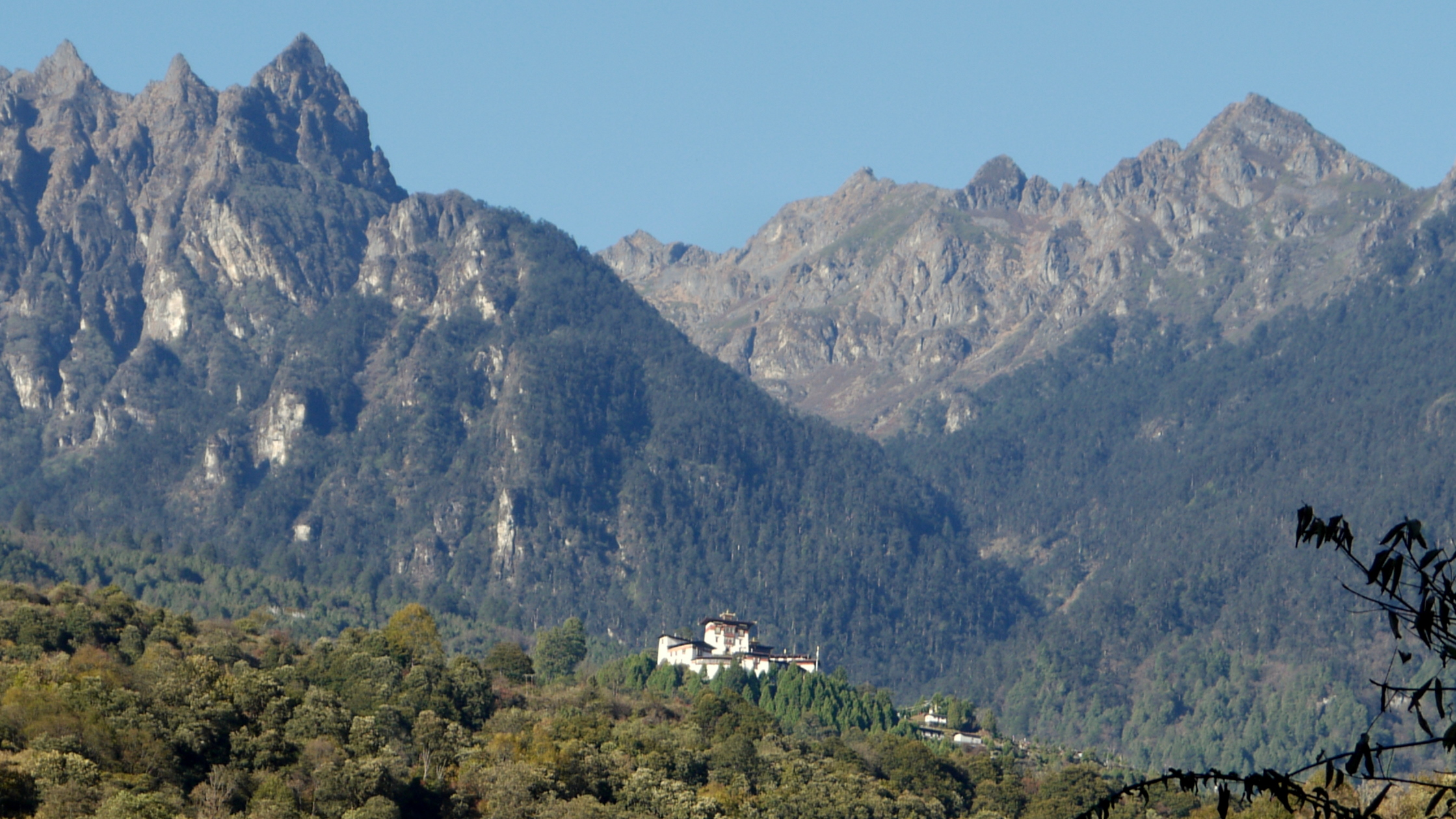
Вид на Гаса-дзонг

Здесь ещё с XIII века было место медитации, основанное Друбтобом Теркунгпа.
На этом месте Шабдрунг в 1618 году во время пути из Тибета в Бутан повстречался с божеством местности Гаса, которое было названо Таши Тонгмон - по имени божества позднее был назван дзонг.
Дзонг был построен позднее в XVII веке для защиты от атак с севера (с Тибета).
По одной версии, дзонг основал Тензин Друкдра, второй Деси (князь).
По другим сведениям, дзонг был построен Шабдрунгом как оборонительная крепость ориентировочно в 1648 году.
Четвёртый Деси Гьялсе Танзин Рабгье значительно расширил крепость. По одной версии, дзонг основал Тензин Друкдра, второй Деси (князь).
В январе 2008 Гаса-дзонг сильно пострадал от пожара.
31 мая 2012 была открыта автомобильная дорога от Пунакха до Гаса и организовано автобусное сообщение.

## Праздники и церемонии
Ежегодный фестиваль Гаса-Цечу проводится в Гаса-дзонге в то же время, что и Тхимпху-Цечу, но первый день проводится в монастыре Пху-лакханг (англ. Phu Lhakhang, первоначальном месте фестиваля).
В последнюю неделю десятого месяца по тибетскому календарю (примерно в конце ноября) совершается ежегодное подношение божествам. В честь Махакала на 29 день проводится салют из ружей. Приглашаются также бонские ламы в соответствии с традицией, которые также делают подношения Махакале

## Источник
- Lopen Kunzang Thinley; Khenpo Rigzin Wangchuck, Karma Wangdi, Sonam Tenzin. Seeds of Faith: a comprehensive guide to the sacred places of Bhutan, Volume 1 (англ.). — Thimphu: KMT Press, 2008. — P. 298—301. — ISBN 9993622427.